# Aretha Sings Standards
Aretha Sings Standards è una raccolta di cover di celebri brani del passato, interpretati dalla cantante soul statunitense Aretha Franklin.

## Tracce
1. How Deep Is the Ocean
2. Real Thing Comes Along
3. Look For the Silver Lining
4. Exactly Like You
5. Where Are You?
6. Say It Isn't So
7. That Lucky Old Sun
8. I Apologze
9. For All We Know
10. Moon River